# Muzej biblijskih dežel
Bible Lands Museum (hebrejsko מוזיאון ארצות המקרא ירושלים - Muzeon Artzot HaMikra Bible Lands Museum) je muzej, posvečen zgodovini držav in kultur, omenjenih v judovski Bibliji. Muzej se nahaja v Jeruzalem, poleg Izraelskega muzeja.